# Shirataki-Nudeln
Shirataki-Nudeln (jap. 白滝, auch しらたき ‚weißer Wasserfall‘) ist eine traditionelle japanische Nudelsorte mit geringem physiologischen Brennwert. Sie sind besonders in der japanischen und chinesischen Küche beliebt. Die Shirataki-Nudeln ähneln vom Aussehen den Glasnudeln, sind aber etwas dicker.
Die Shirataki-Nudeln bestehen weitgehend aus Wasser und dem ballaststoffreichen Mehl (Glucomannane) der Konjakwurzel (Teufelszunge). Traditionelle Glucomannane-Nudeln enthalten damit keine rasch verwertbaren Kohlenhydrate und sind glutenfrei, wodurch sie für eine kohlenhydratarme Ernährung und für entsprechende Diäten geeignet sind. Das Mehl der Konjakwurzel ist ein bekanntes Produkt der sogenannten Diätindustrie. Es nimmt sehr viel Wasser bzw. Flüssigkeit auf und quillt dabei stark an, daher soll man Konjakmehl nicht pur schlucken, da hierbei akute Erstickungsgefahr droht, aufgrund des Aufquellens im Rachenraum.
Shirataki-Nudeln haben wenig Eigengeschmack und riechen schwach nach Fisch, können jedoch gut Geschmack aufnehmen, beispielsweise aus der Grundbrühe oder Soße. Anders als in westlichen Ländern wird Shirataki in den traditionellen Küchen Ostasiens (z. B. China, Japan) nicht als Diätprodukt, sondern als eine reguläre Kochzutat betrachtet. Neben dem populären  Konjakerzeugnis als Shirataki-Nudeln gibt es auch sogenannten Shirataki-Reis (Konjak-Reis).

## Bezeichnungen
Shirataki und Ito konnyaku

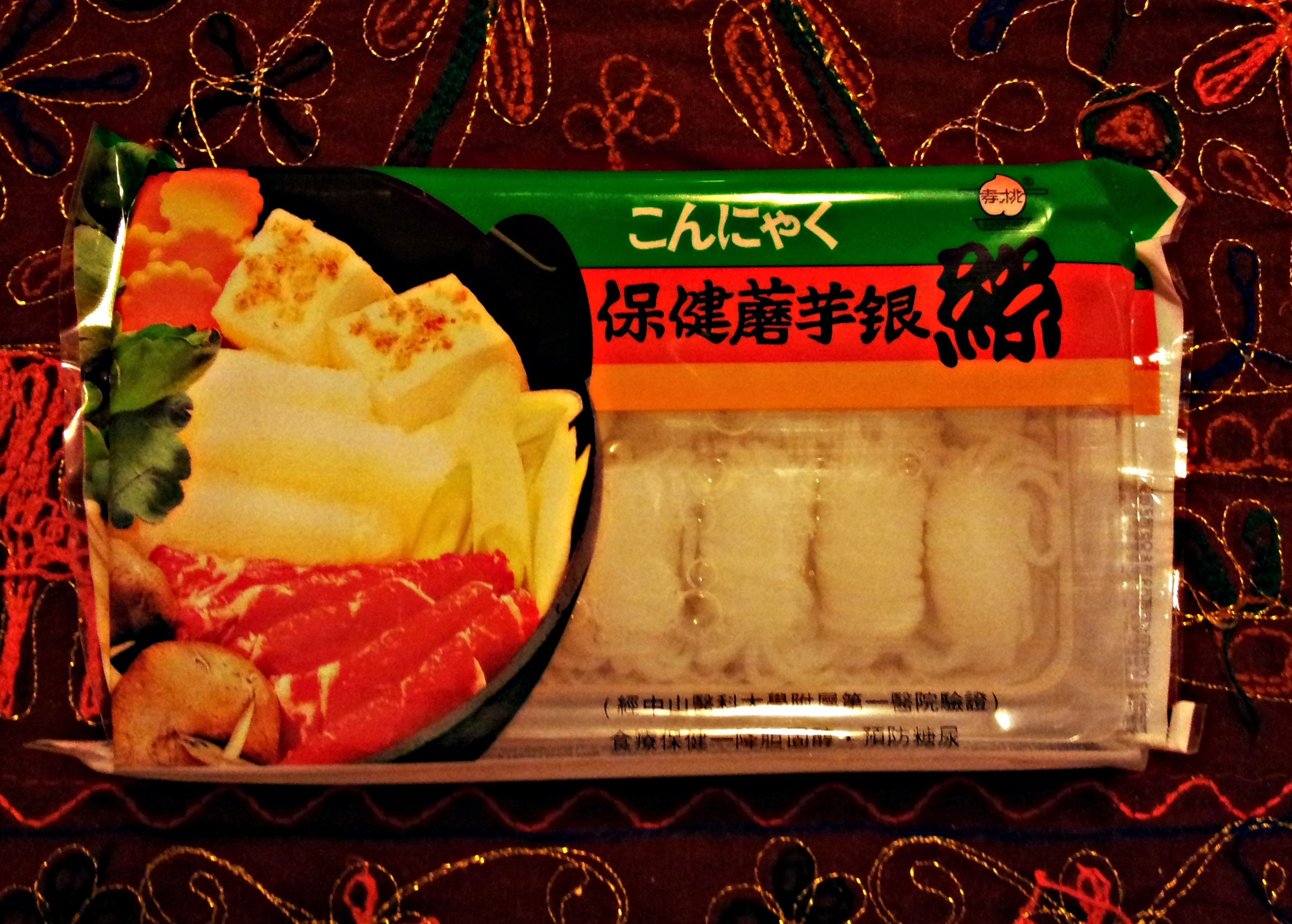
Shirataki-Produkt – „Nudelform“ für den chinesischen Markt, 2013

Eine andere Bezeichnung für die Shirataki-Nudeln ist Konjak-Nudeln, in Japan auch ito konnyaku (糸こんにゃく, selten 糸蒟蒻, dt. etwa „Konnyaku-Fäden“, „Konnyaku-Glasnudeln“) genannt. Zwischen Shirataki und Ito konnyaku gibt es heute praktisch gesehen kaum Unterschiede. Die Verschiedenheit der beiden Produkte liegt fast ausschließlich in der regionalen Bezeichnung – also zwischen der Kantō- (Ostjapan – Tokio-Region, als shirataki) und Kansai-Region (Westjapan – Osaka-Region, als ito konnyaku) – und in deren Formen, wie beispielsweise Dicke, Länge und Textur der Nudeln. Vor der industriellen Fertigung dieses Lebensmittels gab es Unterschiede im Herstellungsverfahren zwischen den beiden Regionen. In der Kantō-Region wurde die geleeartige Masse durch kleine runde Öffnungen in einer Art Nudelpresse „extrudiert“ und anschließend in einer heißen Kalklösung „fixiert“, während man in der Kansai-Region die Nudeln aus der Konnyaku-Geleemasse herausschnitt (siehe Udon-Herstellung mit dem Udon-Messer – udon kiri, うどん切り). Heute werden sie hingegen überall in Japan auf dieselbe Art und Weise hergestellt, wie historisch in der Kantō-Region.
In China kennt man Shirataki-Nudeln entweder als Moyusi (chinesisch 魔芋丝 – „etwa Teufelszunge-Fäden“, Moyu miantiao, Moyumian 魔芋面条 oder 魔芋面 – „etwa Teufelszunge-Nudeln“) oder Juruosi (蒟蒻丝 – „etwa Teufelszunge-Fäden“, Juruo miantiao, Juruomian 蒟蒻面条 bzw. 蒟蒻面 – „etwa Teufelszunge-Nudeln“).

## Form und Variante
Die Shirataki-Nudeln gibt es neben der gewöhnlichen „spaghettidünnen“ Form auch als Bandnudel (z. B. Fettuccine, Tagliatelle) oder in anderen Formen (z. B. Capellini, Makkaroni). Zusätzlich zur traditionellen, glasigen Nudel aus reinem Glucomannan gibt es als Variante mit beigemischtem Tofu die  „weiß-gelblichen“ Tofu-Shirataki-Nudeln.

## Zubereitung
Shirataki-Nudeln werden meist als vorgekochtes Produkt feucht verpackt. Es gibt sie jedoch auch als Trockenprodukt. Die gewöhnliche Garzeit der Nudeln beträgt je nach Produkt 1–3 Minuten in kochendem Wasser. Die zubereiteten Konjak-Nudeln sind gallertartig. Sie riechen leicht fischig, werden aber nach dem Auspacken beim Durchspülen unter laufendem Wasser und durch Kochen in heißem Wasser bzw. Abschrecken in kaltem Wasser geschmacksneutral und können gut den Geschmack anderer Zutaten aufnehmen. Sie werden je nach Küche sowohl als Ersatz gewöhnlicher Nudelsorten in warmen Gerichten, wie Nudelsuppen-, Bratnudeln-, Eintopf- oder Feuertopfgerichte, als auch in kalten Speisen, wie Nudelsalat oder Kaltnudelgerichte, eingesetzt. Im Westen setzt man sie gern als Alternative zu Weizenmehl-Nudelsorten wie beispielsweise Spaghetti oder andere Pasta-Arten Italiens ein. In Ostasien hingegen haben sie traditionell einen festen Platz, beispielsweise in den japanischen Oden- oder Sukiyaki-Gerichten. Heute nutzt man sie vermehrt auch in Gerichten wie Phở oder Phat Thai.

## Inhaltsstoffe
| Brennwert         | Wasser | Fett  | Eiweiß | Kohlenhydrate | Ballaststoffe | Zucker | Natrium | Cholesterin |
| ----------------- | ------ | ----- | ------ | ------------- | ------------- | ------ | ------- | ----------- |
| 16,75 kJ (4 kcal) | ?? g   | 0,4 g | 0,4 g  | 0,4 g         | 4,0 g         | 0,4 g  | 99 mg   | 0 g         |

Quelle zur Tabellen: 
Fußnote